# Otto Krafft (Ingenieur)
Otto Krafft (* 22. April 1879 in Wetzlar; † 19. Dezember 1916 in Zürich) war ein deutscher Bauingenieur und kommunaler Baubeamter.

## Leben

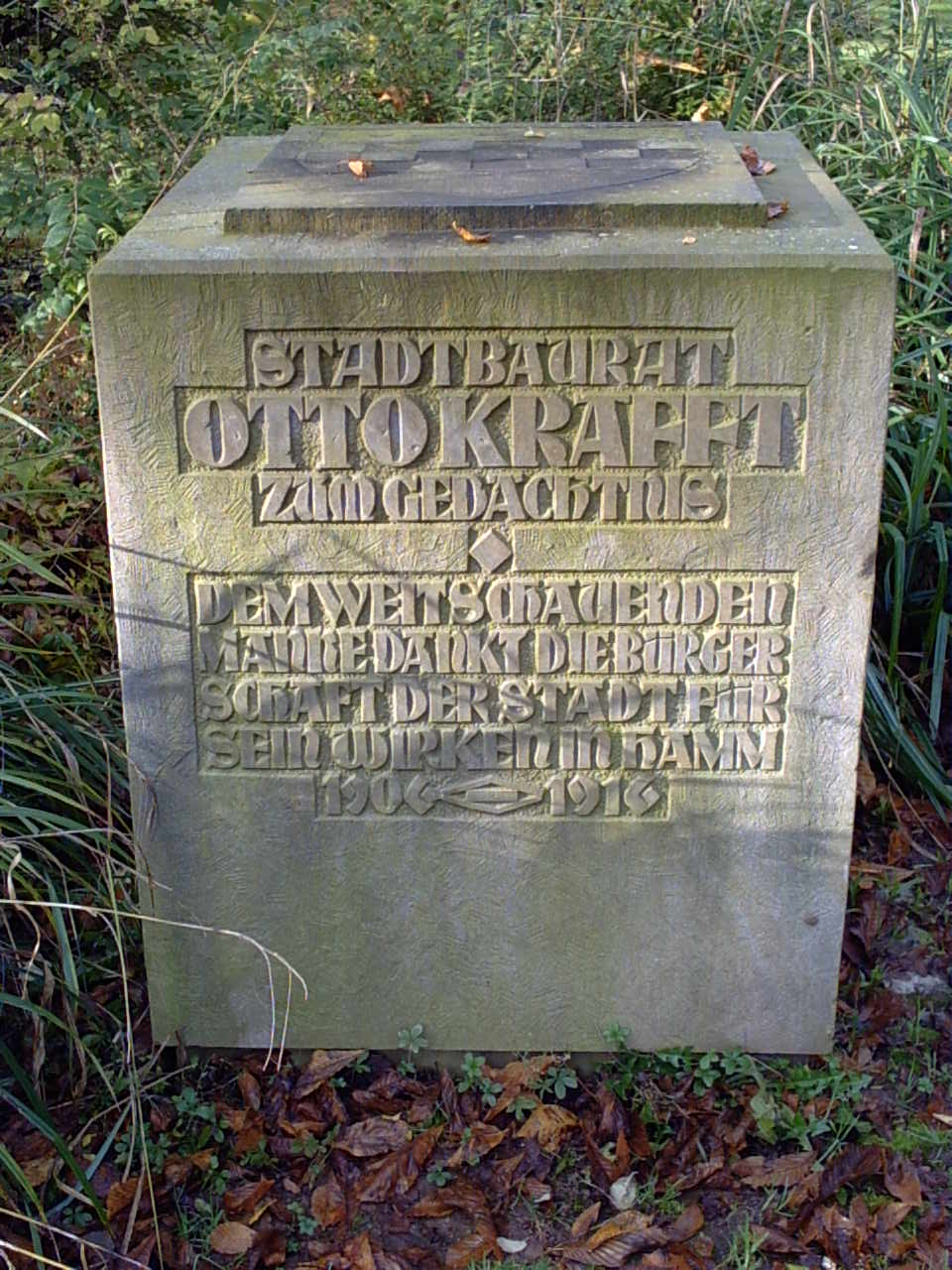
Gedenkstein in Hamm

Otto Krafft wurde am 22. April 1879 in Wetzlar als Sohn des Fabrikanten Christian Krafft und dessen Frau, einer geborenen Meyer, geboren. Er besuchte die evangelische Vorschule und das Gymnasium in Wetzlar und machte sein Abitur 1898 am Realgymnasium in Gießen. Otto Krafft studierte Bauingenieurwesen und vertiefte dieses dabei auf dem Fachgebiet des Eisenbahnbaus. Er wurde 1903 Mitglied im Architektenverein zu Berlin und erhielt im März 1904 die Schinkel-Plakette (auch Schinkeldenkmünze) für seinen „Entwurf für den viergleisigen Ausbau der Strecke Vohwinkel–Elberfeld“. Nach seinem Referendariat in der preußischen Eisenbahnverwaltung und dem bestandenen Staatsexamen wurde Krafft im Februar 1906 zum Regierungsbaumeister (Assessor in der öffentlichen Bauverwaltung) ernannt.
Im selben Jahr kam er zur kommunalen Bauverwaltung der Stadt Hamm. Anfang 1907 schied er endgültig aus dem preußischen Staatsdienst aus und wurde kurz darauf in Hamm zum Stadtbaurat gewählt. In dieser Funktion war er maßgeblich an der Umlegung der Ahse aus der Hammer Innenstadt (1911–1913) beteiligt und ließ die so gewonnenen Flächen in eine Grünanlage umgestalten. Darüber hinaus wirkte er als Vertreter der Stadtverwaltung an staatlichen Bauprojekten wie der Umgestaltung der Eisenbahnanlagen und der Anbindung Hamms an das Wasserverkehrswegenetz (Lippe-Seiten-Kanal, Bau des Hafens) mit.
Für sein berufliches Ansehen spricht, dass er auch außerhalb von Hamm als Fachmann zu Rate gezogen wurde, so z. B. 1915/1916 als (ehrenamtlicher) Preisrichter im Architekturwettbewerb „für Vorentwürfe zu einem Bebauungsplan für das Gebiet außerhalb der Umwallung der Stadt Soest“.

## Schriften
- Die Forderungen des Städtebaues bei Eisenbahnanlagen. In: Der Städtebau, 10. Jahrgang 1913, Heft 3, S. 31–34 u. Heft 4, S. 41–43 (gedruckte Fassung eines Vortrags, gehalten auf dem Kongress für Städtewesen zu Düsseldorf).